# Patrol (plaats)
Patrol is een bestuurslaag in het regentschap Indramayu van de provincie West-Java, Indonesië. Patrol telt 10.495 inwoners (volkstelling 2010).